# Petr Šulc
Petr Šulc (* 19. srpna 1975) je bývalý český fotbalista.

## Fotbalová kariéra
V české lize hrál za SK Dynamo České Budějovice. Nastoupil v 2 ligových utkáních.

## Ligová bilance
| Ročník                          | Zápasy | Góly | Klub                       |
| ------------------------------- | ------ | ---- | -------------------------- |
| 1. česká fotbalová liga 1993/94 | 1      | 0    | SK Dynamo České Budějovice |
| 1. česká fotbalová liga 1994/95 | 1      | 0    | SK Dynamo České Budějovice |
| CELKEM 1. liga                  | 2      | 0    |                            |